# Сезар Пеллі
Се́зар Пе́ллі (ісп. César Pelli; нар. 12 жовтня 1926 — пом. 19 липня 2019) — аргентинський архітектор, лауреат Золотої медалі Американського інституту архітектури (1995).

## Біографія
Народився 12 жовтня 1926 в місті Сан-Міґель-де-Тукуман в Аргентині. Після завершення навчання в Національному університеті Тукумана він продовжив навчання в Архітектурному університеті Іллінойса. Свою кар'єру розпочинав в Нью-Хейвен бюро архітектора Ееро Саарінена.
У 1952 емігрував до США, у 1964 році отримав громадянство і заснував власне архітектурне бюро Cesar Pelli & Associates. Одружений з Діаною Белморі, відомим дизайнером ландшафту. Вони мають двох дітей.
Він спроектував не менше десятка відомих будівель по всьому світу. Серед них — 451-метрові вежі-близнюки Петронас у Куала-Лумпурі і комплекс Брукфілд-Плейс (до осені 2013 року мав назву Світовий фінансовий центр) на Мангеттені.
Вежі в Малайзії будували шість років, площа всіх приміщень там дорівнює 213,7 тисяч кв.м, що можна порівняти з 48 футбольними полями. Будівництво обійшлося нафтогазової компанії Petronas в 2 млрд рінггітів ($ 800 млн).
З 1977 по 1984 був деканом Школи архітектури Єльського університету.
Написав книгу «Зауваження для молодих архітекторів».
Помер 19 липня 2019 року на 92-му році життя.

## Найбільші роботи
- 1981—1987: Всесвітній фінансовий центр, Нью-Йорк, США
- 1987—1991: One Canada Square, Лондон, Велика Британія
- 1991: Вежа 777, Лос-Анджелес, США
- 1991: Кей Тауер, Клівленд, США
- 1996: Житловий Ліс, Мехіко, Мексика
- 1998: Вежі Петронас, Куала-Лумпур, Малайзія
- 1999: Cheung Kong Center, Гонконг, КНР
- 2003: Міжнародний Фінансовий Центр, Гонконг, КНР
- 2004: Goldman Sachs Tower, Джерсі-Сіті, США
- 2004: Кришталева вежа, Іспанія
- 2008: Санкт Regis Hotel & Residences, Мехіко, Мексика
- 2010: Торре Мезоамерики, Tuxtla Gutiérrez, Мексика